# Magda Skarbonkiewicz
Magda Dominika Skarbonkiewicz (20 de noviembre de 2005) es una deportista estadounidense que compite en esgrima, especialista en la modalidad de sable. En los Juegos Panamericanos de 2023 obtuvo dos medallas de oro, en las pruebas individual y por equipos.

## Palmarés internacional
| Juegos Panamericanos | Juegos Panamericanos | Juegos Panamericanos | Juegos Panamericanos |
| Año                  | Lugar                | Medalla              | Prueba               |
| -------------------- | -------------------- | -------------------- | -------------------- |
| 2023                 | Santiago (Chile)     | Medalla de oro       | Sable individual     |
| 2023                 | Santiago (Chile)     | Medalla de oro       | Sable por equipos    |